# Roma (1908)
«Рома» (італ. Roma) — броненосець-пре-дредноут типу «Реджина Елена» Королівських ВМС Італії початку XX століття. 

## Історія створення
Броненосець «Рома» був закладений 20 вересня 1903 року на верфі флоту у місті Ла-Спеція. Спущений на воду 21 квітня 1907 року, вступив у стрій 17 грудня 1908 року.

## Історія служби
Після вступу у стрій броненосець «Рома» був включений до складу Середземноморської ескадри.
З початком італійсько-турецької війни «Рома» разом з однотипними броненосцями був включений до складу 1-ї дивізії 1-ї ескадри під командуванням адмірала Аугусто Обрі. 
30 вересня 1911 року «Рома», «Вітторіо Емануеле» та броненосний крейсер «Піза» намагались перехопити в Егейському морі турецьку ескадру, яка поверталась з Леванту до Стамбула. Незабаром «Рома», «Наполі» та крейсери «Піза» і «Амальфі» здійснювали блокаду Триполі.
18 жовтня 1911 року 1-ша дивізія броненосців та 3 крейсери супроводжували конвой транспортів, які перевозили 2-гу піхотну дивізію до Бенгазі. Коли османи відмовились капітулювати, італійський флот відкрив вогонь по місту, а піхота почала десантування. Італійці змусили османів відступити і захопили місто 29 жовтня.
До грудня італійські кораблі були розосереджені в портах Киренаїки. «Рома», «Реджина Елена» та броненосний крейсер «Сан-Марко» базувались в Бенгазі. Кораблі підтримали вогнем сухопутні війська, допомігши відбити османський наступ на місто 14-15 грудня.
13 квітня 1912 року 1-ша дивізія броненосців вирушила в Егейське море. 17 квітня італійський флот вів обстріл берегових укріплень поблизу Дарданелл, намагаючись виманити османський флот.
19 квітня більшість італійських кораблів повернулась до Італії. 
30 квітня 1-ша дивізія знову вирушила на схід, супроводжуючи кораблі з десантом. 4 травня був висаджений десант на острові Родос. Наступного дня італійські війська захопили місто Родос.
У період з 8 по 20 травня були захоплені Додеканеські острови. Надалі 1-ша дивізія патрулювала Егейське море, щоб запобігти спробам турецького десанту на захоплені острови. Наприкінці серпня дивізія вирушила в Італію для ремонту.
Після вступу Італії у Першу світову війну «Рома» та однотипні броненосці були включені до складу 2-ї дивізії. Але командувач італійського флоту адмірал Паоло Таон ді Ревель не наважувався залучати великі кораблі до бойових дій, побоюючись ворожих підводних човнів, і намагаючись зберегти їх для імовірної великої битви з австро-угорським флотом. Тому «Рома» всю війну здійснював переходи між Бріндізі, Таранто та Вльорою, і в бойових діях участі не брав.
У листопаді 1918 року  «Рома» і крейсер «Агордат» брали участь в окупації Константинополя,
Відповідно до Вашингтонської морської угоди 1922 року Італія могла залишити у строю броненосці типу «Реджина Елена», але не могла замінити їх новими лінкорами.
Тим не менше, 3 вересня 1926 року корабель був виключений зі складу флоту і зданий на злам.